# فورتونا ولج
فورتونا ولج (انگلیسی: Furtuna Velaj؛ زادهٔ ۸ مارس ۱۹۹۰) بازیکن فوتبال اهل ایالات متحده آمریکا است.
از باشگاه‌هایی که در آن بازی کرده‌است می‌توان به اس‌سی سند و بوستون بریکرز اشاره کرد.
وی همچنین در تیم ملی فوتبال Albania بازی کرده‌است.